# 아오누마역
아오누마역(일본어: 青沼駅)은 일본 나가노현 사쿠시에 위치한 동일본 여객철도 고우미 선의 철도역이다. 단선 승강장 1면 1선의 구조를 갖춘 지상역이다.

## 이용 현황
- 2010년도 : 38명
- 2011년도 : 38명

## 역 주변
- 국도 제141호선

## 역사
- 1915년 12월 28일 : 사쿠 철도 하구로시타 - 고우미 간 개통과 동시에, 이리사와 정류장으로서 개업. 여객 영업만.
- 1934년 9월 1일 : 사쿠 철도의 국유화에 의해, 국철 이리사와역으로 됨.
- 1944년 11월 11일 : 영업 중지.
- 1952년 3월 1일 : 영업 재개. 동시에 아오누마역으로 개칭.
- 1987년 4월 1일 : 일본국유철도 분할 민영화에 의해, 동일본 여객철도가 승계.

## 인접 역
| 동일본 여객철도 고우미 선  | 동일본 여객철도 고우미 선 | 동일본 여객철도 고우미 선 |
| -------------------------- | ------------------------- | ------------------------- |
| 하구로시타 고부치자와 방면 | 고우미 선                 | 우스다 고모로 방면        |